# Понурка (заказник)
Пону́рка — гідрологічний заказник місцевого значення в Україні. Розташований у межах Шосткинського району Сумської області, на схід від села Собичеве. 
Площа 153,293 га. Статус присвоєно згідно з рішенням облради від 25.10.2019 року. Перебуває у віданні: Шосткинська райдержадміністрація. 
Статус присвоєно для збереження ставу на річці Понурка та прибережної смуги з водною, прибережено-водною, деревно-чагарниковою та лучною рослинністю. Водяться види тварин, занесені до Червоної книги України (видра річкова) та регіонально рідкісні види бобер звичайний. Територія заказника вирізняється естетично привабливим ландшафтом, має рекреаційне значення.